# Eleições diretas do Partido Social Democrata (Portugal) de 2007
As eleições diretas do Partido Social Democrata em 2007 ocorreram em Portugal e serviram para determinar quem seria o Presidente do Partido Social Democrata no mandato 2007-2009. O vencedor foi Luís Filipe Menezes, que derrotou o Presidente em exercício Luís Marques Mendes.
Depois de ser alvo de bastante criticismo após uma enorme derrota eleitoral do PSD nas eleições intercalares de Lisboa de 2007, o presidente do PSD em exercício Marques Mendes convocou eleições diretas para decidirem o futuro do Partido. Foi derrotado por Luís Filipe Menezes, visto há muito como um potencial candidato à Presidência do Partido.
Estas eleições marcam a única vez em que um presidente em exercício foi derrotado numas eleições diretas do PSD.

## Candidatos

#### Candidatos declarados
| Nome                     | Nascimento | Histórico político |
| ------------------------ | ---------- | --- |
| Luís Marques Mendes (50) |            | Presidente do Partido Social Democrata (2005-2007) Ministro Adjunto do Primeiro-Ministro (1992-1995) Ministro dos Assuntos Parlamentares (2002-2004) |
| Luís Filipe Menezes (53) |            | Presidente da Câmara Municipal de Vila Nova de Gaia (2001-2013) Deputado pelo Distrito do Porto (1987-1995)                                          |